# Lista över rollfigurer i Teenage Mutant Ninja Turtles
Lista över rollfigurer i Teenage Mutant Ninja Turtles

## Ace Duck
Ace Duck är en muterad anka, såldes som actionfigur från 1989, och på förpackningen stod att han varit pilot och muterades i en flygolycka. Han kraschade i kloakerna, och blev vän med sköldpaddorna. I 1987 års tecknade TV-serie var han TV-stjärna och sågs bara ett kort ögonblick i sköldpaddornas TV, i avsnittet "Attack of Big MACC". I Sun Studio AB:s översättning till svenska ("Robotkriget") talas det dock om en "Jätterolig Kalle Anka-film", vilket innebar att flera svensktalande tittare inte fick reda på att det rörde sig om en helt annan figur.
I Archieserierna var Ace Duck fribrottningsstjärna på Stumpasteroiden.

## Angel
Angel är en tonårsflicka i 2003 års serie som debuterar under säsong 1 ("Fallen Angel"), och först försöker ansluta till Purple Dragons men sedan lämnar gänglivet.

## Armaggon
Armaggon är en hajmutant från framtiden som medverkar i Archieserierna där han tillsammans med Shredder och Verminator X försöker stjäla Donatellos tidsglipegenerator.
Han medverkar även som spelbar karaktär i SNES-versionen av datorspelet Teenage Mutant Ninja Turtles: Tournament Fighters.

## Aska
Aska (アスカ Asuka?) är en figur som medverkar i SNES-versionen Konamis spel Tournament Fighters. Aska är en kunoichi som går med i turneringen för att vina pengar till sin dojo. Hon är långhårig med hachimaki, och i den japanska versionen, Mutant Warriors, visade hon med av kroppen, och hennes kombinationsrörelser var med begränsade. Hon rankades på placeringen #4 på listan "Top Ten Fighting Women" av Electronic Gaming Monthly 1993.

## Big Louie
Big Louie är en lokal gangsterboss som förekommer i 1987 års version, och debuterar under säsong 4 ("The Big Cufflink Caper"), där hans gäng hjälper Shredder att stjäla manschettknappar i jakten på en gammal kinesisk manschettknapp som innehåller ett sprängämne.

## Vernon Fenwick
Vernon Fenwick är kameraman på Channel 6 i 1987 års tecknade TV-serie, och medverkar från premiäravsnittet "Turtle Tracks" tillsammans med Burne Thompson beskyller han ofta sköldpaddorna för olika brott i New York. Han har en kusin vid namn Foster, som medverkar i "Too Hot to Handle" under säsong 6.

## Pinky McFingers
Pinky McFingers är en lokal gangsterboss som förekommer i 1987 års version, och debuterar under säsong 4 ("Raphael Knocks 'em Dead"), där han samarbetar med Baxter Stockmans bror Barney Stockman, och tillsammans kidnappar komiker och tvingar dem att dra vitsar som sedan sänds ut över staden, så att de enkelt kan gå ut och råna den medan de hjälplösa medborgarna har fullt upp med att skratta åt skämten.

## Kameleonten
Kameleonten, en: Chameleon, är kodnamnet för den agent som medverkar i Archieserierna, och stjäl ritningarna till ett vapen från Förenta nationerna, vilket sätter den internationella säkerhetspolitiken i gungning. Shredder skickar Bebop och Rocksteady för att ta ritningarna från Kameleonten. Kameleonten gömmer ritningarna i New Yorks kloaker, och försöker sälja dem till Shredder. Detta retar Shredder, som muterar honom till en riktig kameleont-människa.

## Krigardraken
Krigardraken, en: Warrior Dragon, populärt kallad Hothead, medverkar i Archieserierna och var från början Chu Hsi, en brandsoldat i Chinatown i New York som kastade sig in i ett brinnande hus för att rädda ett litet barn. En skräckslagen publik stod och tittade på, och trodde Chu Hsi skulle dö, då en gammal man slängde in en mystisk östasiatisk substans som gjorde det möjligt för Chu Hsi att förvandla sig till en stor drakliknande figur. Krigardraken räddade barnet, och gav sig därefter av för att strida mot Shredders jätte-Fotrobot. Krigardraken spetsade roboten på Frihetsgudinnan.
Chien Khan skickade sedan iväg sina ninjas från Japan till USA för att kidnappa Chu Hsi, och Fu Sheng, och föra dem till Japan. Chien Khan kidnappade även gatubarnet Oyuki, en tonårsflicka i Hiroshima. I Japan blev Fu Sheng, med tvingad av Chien Khan att blanda ihop ett pulver, med vilket Chien Khan kunde hjärntvätta Chu Hsi, som sedan förvandlade sig till Krigardraken och gav sig att för att förstöra ett kärnkraftverk och därefter skulle en port till demonernas värld öppnas, så att demonen Noi Tai Dar fick springa lös på Jorden och förstöra den.
Krigardraken heter på engelska Warrior Dragon, men kallas populärt för Hothead. Han gjordes till actionfigur av Playmates Toys. Karaktären skapades av Ryan Brown från Mirage Studios. Han medverkar även som spelbar karaktär i NES-versionen av datorspelet Teenage Mutant Ninja Turtles: Tournament Fighters.

## Irma Langinstein
Irma Langinstein förekommer i 1987 års tecknade TV-serie, och är Aprils väninna. Hon medverkar för första gången under säsong 2 (1988, i avsnittet "Return of the Shredder"), och är sekreterare på Channel 6, och även vän till sköldpaddorna. Efter att under nästan hela andra säsongen varit nyfiken på Aprils förhållande till sköldpaddorna kommer hon i kontakt med dem i avsnittet "The Catwoman from Channel Six" då hon upptäcker Aprils sköldpaddsradio och anropar sköldpaddorna för att be dem hjälpa April.
I "Attack of the 50 Foot Irma" kolliderar Jorden med en meteorit som innehåller den ovanliga isotopen "Exaporon", som Shredder använder i kombination med en förstorningsstråle så att han kan växa sig sex gånger större och krossa sköldpaddorna, men när Krang skickar iväg transportmodulen blir April hängande på den, och strålen ändrar riktning och i stället träffas Irma, som blir förstorad innan sköldpaddorna kommer med botmedel.

## Lotus Blossom
Lotus Blossom är en kvinnlig ninja i 1987 års serie, som Shredder anlitar för att förgöra sköldpaddorna under tredje säsongen. Medverkar senare även under fjärde säsongen i "Farewell, Lotus Blossom".

## Ninjara
Ninjara medverkar i Archieserierna och är en rävflicka med mänskligt utseende som arbetar åt Chien Khan i Hiroshima, men sköldpaddorna besegrar honom, och Ninjara blir övertalad av sköldpaddorna att byta sida då hon får reda på att Chien Khan tänker släppa demonen Noi Tai Dar lös genom att förstöra ett kärnkraftverk i Japan. Hon blir sedan Raphaels flickvän. Splinter frågar Ninjara om hon är en mutation eller ett "atombarn", men hon svarar att hon är medlem av det urgamla rävfolket.
Ninjara anses vara Japans skickligaste tjuv. Ninjara och Raphael gjorde sedan slut.

## Nobody
I Mirageserierna medverkar en Batman-lik vigilant, (även känd som Longer), som också är en polisman i Northampton, Massachusetts som nattetid opererar som vigilant (namnet Nobody gavs av sköldpaddorna). I 2003 års tecknade TV-serie är han en detektiv i New York som försöker stoppa vapenhandlaren Ruffington. I båda dessa versioner möter han sköldpaddorna då han jagar Ruffington, och blir deras vän. I Mirageserierna dödades han under volym 2. Nobody återkommer under den femte TV-seriesäsongen, som medlem av "Justice Force".Han deltar också i det slutliga anfallet mot Shredders styrkor.
Hans TV-serieröst läses av Sean Schemmel. Han medverkar i avsnitten "Nobody's Fool", "Still Nobody", "Membership Drive", "Enter the Dragons" 1 och 2 samt "The Journal".

## Punkgrodorna
Punkgrodorna, en: Punk Frogs, medverkar i 1987 års tecknade TV-serie, och är ursprungligen fyra grodor som levde i Floridas träskmarker. Då Krang i avsnittet Invasion of the Punk Frogs skall skicka mutagen till Shredder på Jorden från Dimension X störs dimensionsporten av en tillfällig jonstorm i Dimension X, vilket öppnar dimensionsporten till fel plats och istället New York landar behållaren i Florida. Grodorna muteras och siktas, då Shredder ger sig av för att hämta dem. De tränas sedan av Shredder, och kallas Atilla, Ginghis Napoleon och Rasputin. Sköldpaddorna övertalar i samma avsnitt Punkgrodorna att byta sida, och de blir sköldpaddornas vänner.

## Tatsu
Tatsu (spelad av Toshishiro Obata medan Michael McConnohie läste rösten) är Shredders högre hand i den första och andra långfilmen. Han är skicklig i kampsport. Han besegras i strid av Casey Jones.
Tatsu medverkar även som den tredje nivåbossen i spelet Teenage Mutant Ninja Turtles: The Hyperstone Heist till Sega Mega Drive, hans enda datorspelsmedverkande.

## Renet Tilley
Renet Tilley är en tidshärskarinna, och lärling åt Lord Simultaneous.

## Burne Thompson
Burne Thompson är chef för Channel 6 i 1987 års tecknade TV-serie, och tillsammans med Vernon Fenwick beskyller han ofta sköldpaddorna för olika brott i New York. Hans flickvän heter Tiffany, och debuterar under andra säsongen, i "Return of th Shredder". Hans 50-årsdag firas i avsnittet "20 000 Leaks Under the City". Burne Thompsons röst lästes av Pat Fraley, under 1989 års säsong även av Townsend Coleman.

## Don Turtelli
Don Turtelli är en brottsling i 1987 års serie som gör sitt första framträdande under säsong 3 ("Burne's Blues"), och som är känd för att kittla sina offer under tårna med fjädrar för att tvinga fram information.

## Verminator X
Verminator X är en kattmutant från det 21:a århundradet som kämpade mot sköldpaddorna i såväl samtiden som framtiden. Han utbildades på MIT och hette Manx och hjälpe Donatellos att få slut på råttproblemen i New York, som ökade då råttorna tog sig in i husen då växthuseffekten och de följande översvämningarna gjorde det omöjligt för råttorna att leva på gator och i kloakerna. Verminator X började sedan söka odödlighet, och operera in kretsar i sin hjärna och blev nu en cyborg som kallade sig Verminator X. Som Verminator X försökte han tillsammans med Armaggon och den tidsresande Shredder att stjäla Donatellos tidsglipegenerator; och senare arbetade han med utomjordingarna Crainiac.
Donatello lyckas slutligen återställa Manx till slut sitt forna jag igen.

## Zack
I 1987 års version förekommer en pojke som heter Zack, som debuterar under säsong 3 ("The Fifth Turtle") som beundrar sköldpaddorna och skuggar dem. En kväll då Donatello och Raphael angrips av ett gäng gatupunkare, dyker Zack upp för att rädda dem, men faller till marken. Med sin detektivutrustning upptäcker han sköldpaddornas kloakgömställe.
I "The Great Boldini" medverkar hans tjejkompis Caitlin.

### Fotnoter
1. ↑  ”Actionfiguren Ace Duck på TMNT-webbplatsen”. Arkiverad från originalet den 24 februari 2010. https://web.archive.org/web/20100224040106/http://www.ninjaturtles.com/toys/1989/aceduck.htm.
2. ↑  ”TMNT Adventures”. Arkiverad från originalet den 27 september 2015. https://web.archive.org/web/20150927040915/http://miragelicensing.com/comics/archie/07/07.htm. Läst 5 augusti 2011.
3. ↑  ”Ninjaturtles”. 29 mars 2025. Arkiverad från originalet den 28 mars 2012. https://web.archive.org/web/20120328214937/http://www.ninjaturtles.com/cartoon/2003/synopses/08.html. Läst 26 februari 2012.
4. ↑  ”Mirage Licensing”. 1 april 1993. Arkiverad från originalet den 24 november 2010. https://web.archive.org/web/20101124032732/http://miragelicensing.com/comics/archie/43/43.htm. Läst 23 februari 2012.
5. ↑  EGM 53 (december 1993), sidan 66
6. ↑  ”Ninjaturtles”. 25 februari 1989. Arkiverad från originalet den 28 augusti 2011. https://web.archive.org/web/20110828091229/http://www.ninjaturtles.com/cartoon/guide/cart098.htm. Läst 25 februari 2012.
7. ↑  ”Ninjaturtles”. Arkiverad från originalet den 26 augusti 2011. https://web.archive.org/web/20110826101209/http://www.ninjaturtles.com/cartoon/guide/cart001.htm. Läst 5 augusti 2011.
8. ↑  ”Ninjaturtles”. 25 februari 1992. Arkiverad från originalet den 29 augusti 2011. https://web.archive.org/web/20110829084303/http://www.ninjaturtles.com/cartoon/guide/cart135.htm. Läst 5 augusti 2011.
9. ↑  ”Ninjaturtles”. 25 februari 1989. Arkiverad från originalet den 14 januari 2011. https://web.archive.org/web/20110114084620/http://www.ninjaturtles.com/cartoon/guide/cart081.htm. Läst 25 februari 2012.
10. ↑  ”Mirage Licensing”. Mars 1990. Arkiverad från originalet den 26 november 2010. https://web.archive.org/web/20101126113024/http://miragelicensing.com/comics/archie/09/09.htm. Läst 23 februari 2012.
11. ↑  ”Mirage Licensing”. Maj 1991. Arkiverad från originalet den 26 februari 2013. https://web.archive.org/web/20130226092204/http://miragelicensing.com/comics/archie/20/20.htm. Läst 23 februari 2012.
12. ↑  ”Ninjaturtles”. 1 oktober 1988. Arkiverad från originalet den 6 oktober 2011. https://web.archive.org/web/20111006051206/http://www.ninjaturtles.com/cartoon/guide/cart006.htm. Läst 22 februari 2012.
13. ↑  ”Ninjaturtles”. 25 februari 1988. Arkiverad från originalet den 5 juni 2011. https://web.archive.org/web/20110605023755/http://www.ninjaturtles.com/cartoon/guide/cart017.htm. Läst 22 februari 2012.
14. ↑  ”Ninjaturtles”. 25 februari 1989. Arkiverad från originalet den 5 juni 2011. https://web.archive.org/web/20110605021428/http://www.ninjaturtles.com/cartoon/guide/cart021.htm. Läst 23 februari 2012.
15. ↑  ”Ninjaturtles”. 25 februari 1989. Arkiverad från originalet den 5 december 2011. https://web.archive.org/web/20111205110456/http://www.ninjaturtles.com/cartoon/guide/cart046.htm. Läst 23 februari 2012.
16. ↑  ”Ninjaturtles”. 25 februari 1990. Arkiverad från originalet den 14 januari 2011. https://web.archive.org/web/20110114084255/http://www.ninjaturtles.com/cartoon/guide/cart090.htm. Läst 23 februari 2012.
17. ↑  ”Mirage Licensing”. Februari 1992. Arkiverad från originalet den 24 november 2010. https://web.archive.org/web/20101124032654/http://miragelicensing.com/comics/archie/29/29.htm. Läst 23 februari 2012.
18. ↑  ”Mirage Licensing”. Mars 1992. Arkiverad från originalet den 24 november 2010. https://web.archive.org/web/20101124032659/http://miragelicensing.com/comics/archie/30/30.htm. Läst 23 februari 2012.
19. ↑  ”Mirage Licensing”. 1 april 1992. Arkiverad från originalet den 24 november 2010. https://web.archive.org/web/20101124032447/http://miragelicensing.com/comics/archie/31/31.htm. Läst 23 februari 2012.
20. ↑  ”Mirage Licensing”. Juli 1995. Arkiverad från originalet den 27 september 2015. https://web.archive.org/web/20150927002806/http://miragelicensing.com/comics/archie/70/70.htm. Läst 23 februari 2012.
21. ↑  ”Ninjaturtles”. 11 december 2004. Arkiverad från originalet den 5 augusti 2011. https://web.archive.org/web/20110805090313/http://www.ninjaturtles.com/cartoon/2004/synopses/62.html. Läst 26 februari 2012.
22. ↑  ”Ninjaturtles”. 26 november 2005. Arkiverad från originalet den 26 april 2012. https://web.archive.org/web/20120426085040/http://www.ninjaturtles.com/cartoon/2005/synopses/89.html. Läst 26 februari 2012.
23. ↑  ”Ninjaturtles”. 25 februari 2007. Arkiverad från originalet den 15 januari 2012. https://web.archive.org/web/20120115005257/http://www.ninjaturtles.com/cartoon/2006/synopses/111.html. Läst 26 februari 2012.
24. ↑  ”Ninjaturtles”. 25 februari 2008. Arkiverad från originalet den 15 januari 2012. https://web.archive.org/web/20120115005322/http://www.ninjaturtles.com/cartoon/2006/synopses/116.html. Läst 26 februari 2012.
25. ↑  ”Ninjaturtles”. 11 december 2004. Arkiverad från originalet den 15 februari 2012. https://web.archive.org/web/20120215181743/http://www.ninjaturtles.com/cartoon/2006/synopses/117.html. Läst 26 februari 2012.
26. ↑  ”Ninjaturtles”. 9 december 2006. Arkiverad från originalet den 8 juni 2012. https://web.archive.org/web/20120608203959/http://www.ninjaturtles.com/cartoon/2006/synopses/130.html. Läst 26 februari 2012.
27. ↑  ”Ninjaturtles”. 25 februari 1988. Arkiverad från originalet den 5 juni 2011. https://web.archive.org/web/20110605005840/http://www.ninjaturtles.com/cartoon/guide/cart013.htm. Läst 23 februari 2012.
28. ↑  TTMNT sidan 39
29. ↑  ”Ninjaturtles”. 25 februari 1988. Arkiverad från originalet den 5 juni 2011. https://web.archive.org/web/20110605023755/http://www.ninjaturtles.com/cartoon/guide/cart017.htm. Läst 23 februari 2012.
30. ↑  ”Ninjaturtles”. 25 februari 1989. Arkiverad från originalet den 5 juni 2011. https://web.archive.org/web/20110605021339/http://www.ninjaturtles.com/cartoon/guide/cart032.htm. Läst 23 februari 2012.
31. ↑  ”Ninjaturtles”. 25 februari 1989. Arkiverad från originalet den 5 juni 2011. https://web.archive.org/web/20110605021016/http://www.ninjaturtles.com/cartoon/guide/cart025.htm. Läst 25 februari 2012.
32. ↑  ”Mirage Licensing”. mars 1993. Arkiverad från originalet den 24 november 2010. https://web.archive.org/web/20101124032715/http://miragelicensing.com/comics/archie/36/36.htm. Läst 23 februari 2012.
33. ↑  ”Mirage Licensing”. 1 september 1992. Arkiverad från originalet den 24 november 2010. https://web.archive.org/web/20101124032725/http://miragelicensing.com/comics/archie/42/42.htm. Läst 23 februari 2012.
34. ↑  ”Mirage Licensing”. mars 1995. Arkiverad från originalet den 27 september 2015. https://web.archive.org/web/20150927004752/http://miragelicensing.com/comics/archie/66/66.htm. Läst 23 februari 2012.
35. ↑  ”Ninjaturtles”. 25 februari 1989. Arkiverad från originalet den 5 juni 2011. https://web.archive.org/web/20110605021205/http://www.ninjaturtles.com/cartoon/guide/cart026.htm. Läst 23 februari 2012.
36. ↑  ”Ninjaturtles”. 25 februari 1989. Arkiverad från originalet den 7 februari 2011. https://web.archive.org/web/20110207015739/http://www.ninjaturtles.com/cartoon/guide/cart056.htm. Läst 25 februari 2012.